# Apaneca
Pour l’article homonyme, voir Apaneca (volcan).
Apaneca est une municipalité du département d'Ahuachapán au Salvador.

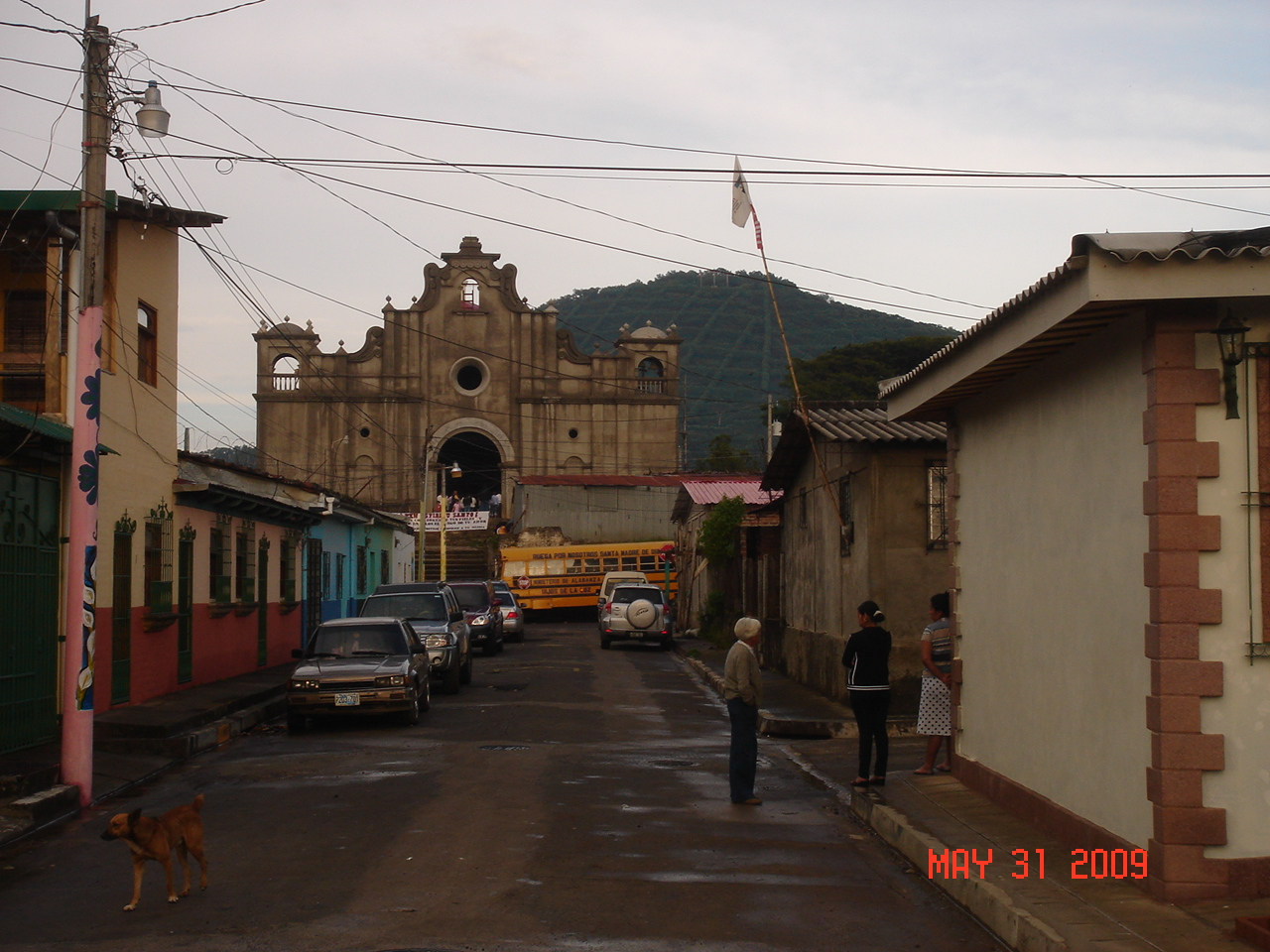